# Герб Балкарии

Герб Балкарии — официальный национальный символ балкарского народа. Утверждён на 1-м съезде балкарского народа 19 июня 1993 года.

## Описание
Герб Балкарии представляет собой изображение снежного барса с колесом под правой лапой. Светло-синий цвет символизирует тюркскую семью народов, белый цвет - чистоту, барс – символ храбрости, отваги, мужества, а колесо символизирует прогресс, полумесяц со звездой принадлежность балкарцев к Исламу.